# Teoria del circuito monetario
La teoria del circuito monetario è una scuola economica di ispirazione post-keynesiana che si prefigge l'obiettivo di descrivere la creazione di moneta da parte del sistema bancario commerciale. La teoria, chiamata anche circuitismo, mostra inoltre come le decisioni relative all'erogazione del credito influiscano sulle scelte di produzione e sulla distribuzione dei redditi in modo considerevole.

## Storia
La teoria del circuito monetario, alla quale ci si riferisce anche utilizzando l'espressione teoria monetaria della produzione, è elaborata a partire dagli studi condotti durante il XIX secolo e il XX secolo da autori tra loro molto diversi (fra questi Marx, Wicksell, Robertson, Keynes, Schumpeter), per poi venire presentata nella sua forma più compiuta nel corso degli anni Settanta ed Ottanta del Novecento da diversi economisti francesi (Alain Parguez, Alain Poulon, Benetti e Cartelier), svizzeri (Schmitt, Cencini), canadesi (Lavoie) e italiani. Augusto Graziani, che è considerato il suo principale esponente italiano, presenta nel 1984 sulla rivista Studi Economici nell'articolo 'Moneta senza crisi' uno schema analitico che costituisce il riferimento primo di tutti i teorici del circuito attivi in Italia sin dagli anni ottanta (tra questi Marcello Messori, Riccardo Bellofiore, Riccardo Realfonzo, Giuseppe Fontana). L'idea che la moneta sia il risultato di una concessione di credito bancario viene ripresa da Graziani e dagli studiosi del circuito monetario da una lunga serie di ricerche realizzate della prima parte del Novecento, da studiosi come Wicksell, Schumpeter, Keynes e numerosi altri. Le origini di questo approccio e gli sviluppi della teoria della moneta-segno sono state esaminati da Riccardo Realfonzo con il suo "Money and Banking. Theory and Debate"  L'opera di Graziani più completa sul circuito monetario è il suo libro, del 1989, Theory of the Monetary Circuit (it. Teoria del circuito monetario).
Sebbene nel corso del tempo la teoria inizi ad attrarre un cospicuo e crescente interesse in ambito economico e accademico, un freno notevole alla sua diffusione si verifica per via delle numerose complicazioni che sorgono nella creazione di modelli matematici funzionali del sistema economico circuitista e gli iniziali tentativi in tal senso si rivelano problematici. Queste difficoltà sono successivamente superate grazie a una serie di studi, tra i quali quelli dell'economista australiano Steve Keen, il quale ascrive le predette osticità di modellazione inerenti al circuitismo all'uso inappropriato dei metodi adottati per descrivere matematicamente l'equilibrio economico generale. Keen ritiene infatti che il circuitismo vada descritto non con sistemi a stato stazionario o statico, come di norma avviene per le teorie economiche mainstream, bensì con modelli dinamici composti da equazioni differenziali e di ricorrenza. Abbattendo in questo modo tali ostacoli alla modellazione matematica del sistema circuitista, egli è in grado di proporre descrizioni matematiche del circuitismo pienamente operative. Il Minsky, programma di simulazione econometrica così chiamato in omaggio all'economista Hyman Minsky, è un software sviluppato allo scopo.. Altri studiosi, tra cui Emiliano Brancaccio, suggeriscono invece di combinare le caratteristiche salienti del circuito monetario con i sistemi dei prezzi di produzione che fanno capo al contributo di Piero Sraffa.

## Descrizione

### Il circuito della moneta
Secondo il circuitismo, il funzionamento del sistema economico contemporaneo assume l'aspetto di una «economia monetaria di produzione» descritta attraverso lo schema del «circuito monetario», ossia per mezzo di un modello che ha come punto di partenza la creazione di moneta sotto forma di credito concesso dalle banche alle imprese; le imprese utilizzano la moneta ricevuta per pagare i servizi ottenuti dai salariati; con l'acquisto della produzione da parte dei salariati e delle loro famiglie, la moneta ritorna alle imprese; queste ultime, nell'ipotesi di tassi di interesse tendenti allo zero, possono allora restituire la moneta alle banche e chiudere in questo modo il circuito; un nuovo prestito di moneta dalle banche alle imprese rimette in moto il circuito e così via.

### La sequenza degli scambi
Il processo economico è concepito dagli autori che si richiamano alla scuola circuitista in maniera radicalmente diversa da come esso viene usualmente rappresentato nell'ambito della teorie economiche marginaliste e neoclassiche.
Uno degli elementi principali che caratterizzano l'approccio circuitista è in primo luogo che tutti gli atti di scambio avvengono per fasi successive, in luogo della simultaneità propria del modello walrasiano, e secondo una sequenza precisa. Nel circuito il processo economico si divide in quattro fasi principali: concessione del credito da parte delle banche alle imprese, produzione delle merci da parte delle imprese, compravendita delle merci, pagamento del debito alle banche.
In quest'ottica, la moneta non è più ridotta a mera unità di valore né a mezzo per facilitare gli scambi, è invece principalmente moneta-credito necessaria per avviare il processo di produzione. Quest'ultimo si verifica perciò durante un momento separato e precedente alla fase di circolazione e commercializzazione dei beni.
Pertanto, sia l'atomicità degli agenti, sia l'assenza di relazioni di potere fra gli agenti stessi, due delle caratteristiche fondamentali della teoria dell'equilibrio economico generale, vengono totalmente rigettate dal circuitismo: non è possibile illustrare il funzionamento del sistema economico senza considerare nel contempo la divisione in gruppi di potere ben distinti: le banche, gli imprenditori e i lavoratori salariati. Le differenze riguardano innanzitutto le diverse possibilità e modalità nella creazione della moneta, nell'accesso ad essa e nel suo uso. In particolare le scelte relative alla concessione del credito, al tasso di interesse sul credito, alla sua possibile riaccensione poste in essere dalle banche influenzano le scelte degli imprenditori circa la quantità prodotta e il livello dei prezzi delle merci. Le scelte degli imprenditori influenzano le scelte dei lavoratori salariati. Sui salari reali si scaricano le tensioni esistenti nel rapporto fra banche ed imprese.
Quando i beni di consumo sono comprati dai salariati e dalle loro famiglie, la moneta torna nuovamente nella disponibilità delle imprese, le quali potranno dunque estinguere i debiti inizialmente contratti con le banche solamente se la propensione al consumo è unitaria. Altrimenti, se i salariati risparmiano parte dei propri redditi,  si pone il problema keynesiano della preferenza per la liquidità. In questo caso le imprese necessitano di recuperare la liquidità a loro mancante e, per fare ciò, esse hanno tre possibilità. La prima è di effettuare emissioni di titoli in cambio del pagamento di un interesse ricorrendo al prestito obbligazionario e offrendolo alle famiglie (le quali così possono impiegare il proprio risparmio), la seconda è di esportare sui mercati esteri le loro merci, la terza è di vendere le proprie merci al settore pubblico.

### Il profitto delle imprese
I teorici del circuito monetario accolgono generalmente l'assunto elaborato da Michał Kalecki secondo cui i profitti sono strettamente proporzionali al livello della produzione. Detto in altri termini, i capitalisti (banche e imprenditori) guadagnano ciò che spendono e i lavoratori salariati spendono ciò che guadagnano. Difatti, dato il mark–up, all'aumento della produzione (e dunque della spesa effettuata nell'acquisto di fattori produttivi) corrisponde l'aumento del profitto delle imprese.

### L'endogeneità della moneta
Secondo la teoria circuitista, l'impiego del risparmio dei cittadini sotto forma di depositi bancari costituisce le fondamenta per i finanziamenti futuri, indipendentemente da ogni creazione di moneta effettuata dalla banca centrale. La moneta è dunque da considerarsi endogena in relazione a due caratteristiche, vale a dire sia la sua emissione interna al circuito monetario sia quindi che essa è il prodotto dell'attività creditizia.
Difatti la moneta endogena non è moneta messa in circolazione da entità esterne al circuito (magari secondo regole fisse, come prescritto dall'ortodossia monetarista la quale nasce a partire dall'idea che sia possibile tenere sotto controllo l'offerta di moneta) bensì come effetto di una domanda presentata dalle imprese per i loro obiettivi di produzione. In altre parole, sono gli impieghi bancari (cioè i crediti concessi dalle banche) a determinare i depositi e non viceversa (come invece generalmente sostenuto dalle teorie economiche mainstream). Tale concetto, che si rifà al filone di pensiero elaborato nell'ambito dell'economia monetaria inizialmente da Knut Wicksell e che anche Joseph Alois Schumpeter sintetizza nella sua teoria dello sviluppo economico, è altresì presente sia negli scritti di Dennis Robertson sia nel Trattato sulla moneta di John Maynard Keynes.
La moneta endogena è così il prodotto dell'attività creditizia. Di conseguenza le banche possono ricevere moneta in deposito se, e solo se, esse hanno concesso dei crediti precedentemente. È da sottolineare altresì come, dopo la fase di scambio, è l'entità dei depositi bancari a concorrere nella determinazione della domanda di credito necessario al proseguimento della produzione.